# ダドリー・ノース

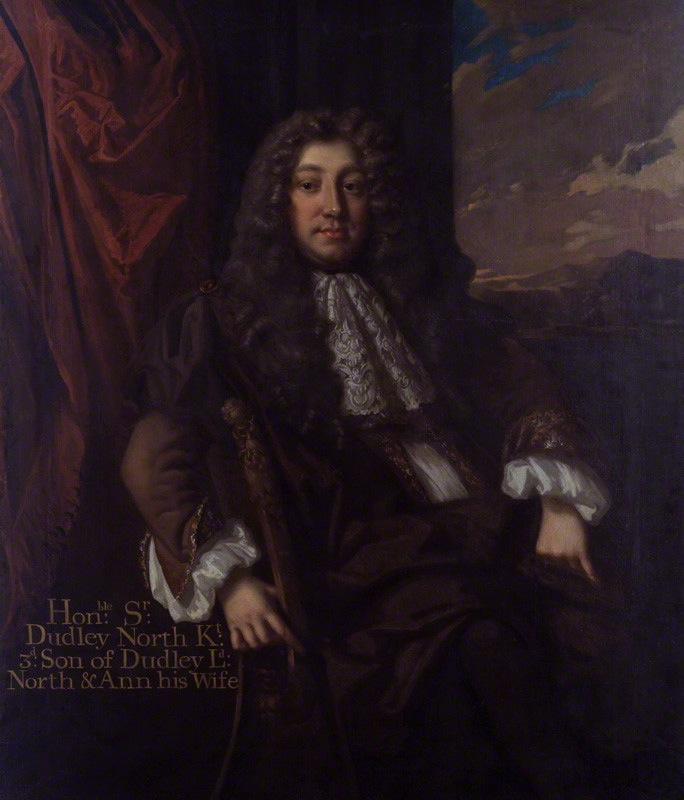
Sir Dudley North (1641-1691)

ダドリー・ノース（Sir Dudley North、1641年5月16日 - 1691年12月31日）は、イギリスの経済学者である。ノース男爵の四男として、ウエストミンスターで生まれた。また、長期議会の一員であり、Passages relating to the Long Parliamentを出版した。

## 経歴
幼少期にジプシーによって誘拐され、かなりの困難を伴ったが、家族は彼を取り戻した。同様の奇妙な事件は、幼年時代のアダム・スミスの身にも起こっている。外国貿易、特にトルコとの交易に従事し、数年間をイスタンブールとイズミルで過ごした。彼の書類に記された東方の礼儀作法と習慣の情報は、彼の兄弟によって出版された。1680年に巨額の財産を携えてロンドンへ戻り、レバント地方（東部地中海沿岸部）との交易を続けた。商業における彼の能力と知識は政府の注目を惹きつけ、さらに彼の兄ギルフォード卿の影響力によって推挙された。チャールズ2世治世のトーリー党反動時代において、政治的な裁判でイギリス王室に有利な判決を下す、明白な見解をもったロンドン市の代官の一人であった。ナイトに叙せられると、関税局長官に任命され、その後は財務長官となり、また再び関税局長官を務めた。ジェームズ2世の治世では、庶民院（英国下院議会）議員に選出された。名誉革命でジェームズ2世が追放された後、代官の職務において憲法に反する裁判を行った責任を問われて官を辞し、貿易商に戻った。

## 著作
Discourses upon Tradeというタイトルをつけられた彼の著作は、主に貨幣、貨幣の改鋳、貨幣の増殖といった分野に関心が向けられている。1691年に匿名で出版され、1856年にJR マカロックが編纂したSelect Collection of Early English Tracts on Commerceに収められ、Political Economy Club of Londonから出版された。この著作の中で、名誉革命によって権勢を得た貿易均衡論に対し、周到かつ明快な主張で自由貿易論を展開した。ノースの主張のうち、注目すべきは自由貿易論と利子論とされる。
ドイツの経済学者ヴィルヘルム・ロッシャーは、17世紀においてイギリスの経済学派をヨーロッパで第一の地位に押し上げた、偉大な3人のうちの一人とノースを評した。残る2人は、ジョン・ロックとウィリアム・ペティである。

## 参照
- この記事にはアメリカ合衆国内で著作権が消滅した次の百科事典本文を含む: Chisholm, Hugh, ed. (1911). "North, Sir Dudley". Encyclopædia Britannica (英語). Vol. 19 (11th ed.). Cambridge University Press. p. 758-759.